# Modernitet
Betegnelserne moderniteten eller det moderne bruges ofte til at karakterisere samfundene i Vesten som de udviklede sig efter oplysningen og den industrielle revolution fra slutningen af 1700-tallet.

## Definition
Modernitet er et stærkt omdiskuteret begreb i sociologien. Den beskriver de vilkår, mennesket lever under, i det moderne samfund. Dvs. i modsætning til et traditionelt samfund, hvor det var præget af religiøse forestillinger. Giddens er nok den mest citerede sociolog, der anvender begrebet. Modernitet og selvidentitet.
Et moderne menneske lever dog ikke uden traditioner eller religion, men er åbent for overvejelse og kan senere forkaste dem som en gyldig måde at forstå verden på.
Anthony Giddens siger:Helt enkelt udtrykt er moderniteten en kortfattet term for det moderne samfund eller den industrielle civilisation.
Beskriver man den mere detaljeret, er den forbundet med
1. et bestemt sæt holdninger, herunder en forståelse af verden som åben for transformation via menneskelig intervention;
2. et kompleks af økonomiske institutioner, især industriel produktion og markedsøkonomi;
3. en særlig række politiske institutioner, heriblandt nationalstaten og massedemokratiet.

Primært som konsekvens af disse træk er moderniteten langt mere dynamisk end nogen forudgående social orden. Det er et samfund – eller et kompleks af institutioner – der i modsætning til alle andre forudgående kulturer lever i fremtiden frem for i fortiden.